# Arthrosphaera nitida
Arthrosphaera nitida är en mångfotingart som beskrevs av Pocock 1895. Arthrosphaera nitida ingår i släktet Arthrosphaera och familjen Sphaerotheriidae. Inga underarter finns listade i Catalogue of Life.